# Jelovče Selo
Jelovče Selo är en ort i Bosnien och Hercegovina.   Den ligger i entiteten Federationen Bosnien och Hercegovina, i den nordöstra delen av landet, 110 km norr om huvudstaden Sarajevo. Jelovče Selo ligger 213 meter över havet och antalet invånare är 1 456.
Terrängen runt Jelovče Selo är platt åt nordost, men åt sydväst är den kuperad.Runt Jelovče Selo är det ganska tätbefolkat, med 93 invånare per kvadratkilometer.. Närmaste större samhälle är Mionica, 5,6 km nordost om Jelovče Selo. 
Omgivningarna runt Jelovče Selo är en mosaik av jordbruksmark och naturlig växtlighet.